# Килва (остров)
Килва (англ. Kilwa Island) — крупнейший остров на озере Мверу. Входит в состав Замбии. Примерная площадь — 25 км². В 2012 году на острове проживало более 800 человек, преимущественно беженцев из Демократической республики Конго.
Остров Килва располагается на юго-западе озера Мверу в 4,65 км от западного берега, который входит уже в состав ДРК. В 6,2 км от острова Килва находится одноимённое конголезское поселение. Расстояние до Лусаки, столицы Замбии, — примерно 676 км. Максимальная ширина острова — 7,76 км. Длина — 12,8 км.
В XIX веке на острове останавливались торговцы-суахили, которые, как полагают, дали ему название в честь одноимённого острова в Индийском океане. В настоящее время на острове Килва находятся пограничный пост Замбии и поселения беженцев из Конго.